# Corne (marine)
Pour les articles homonymes, voir Corne.

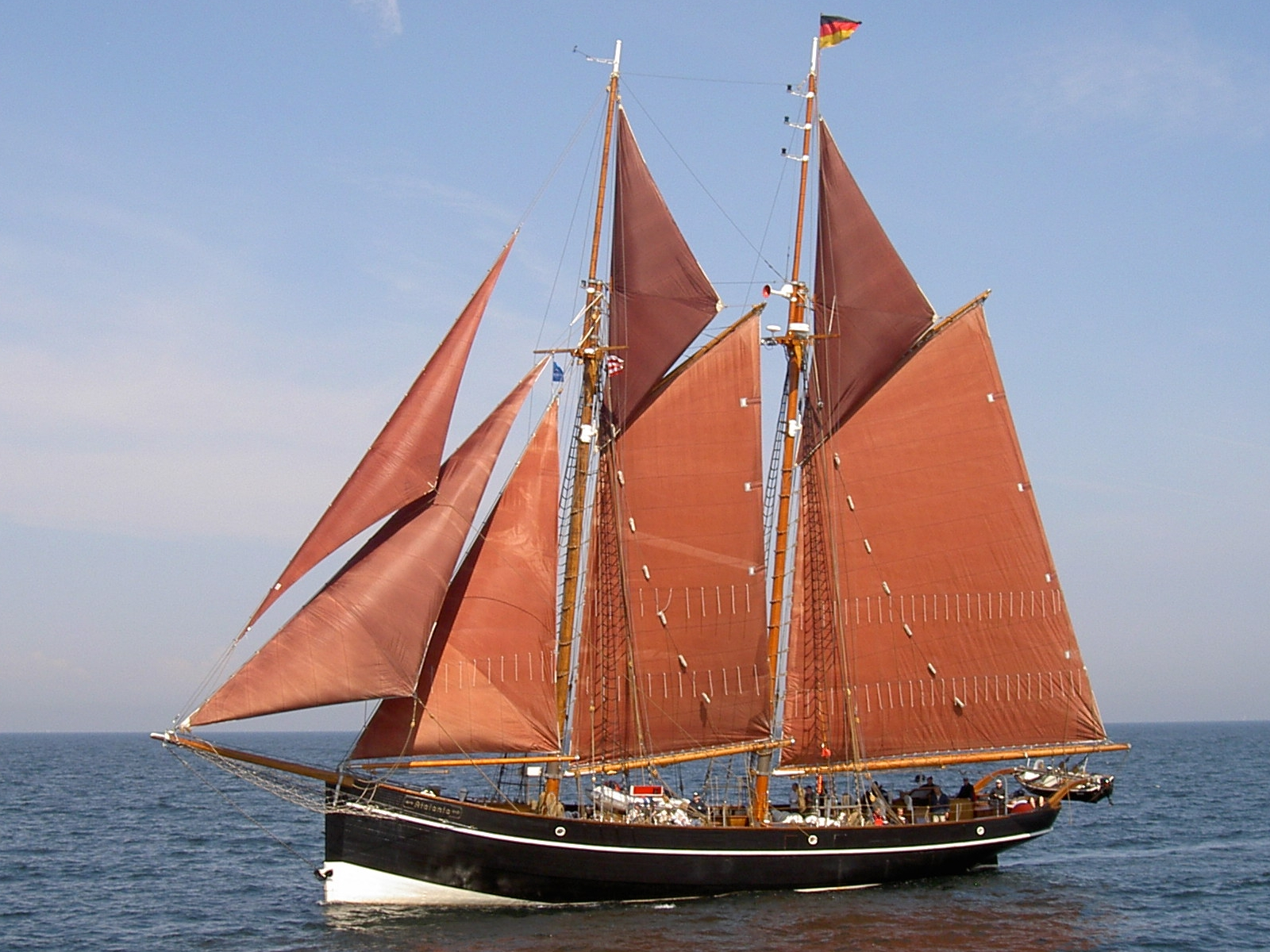
La goélette Atalanta présente un bel exemple de voiles à cornes (voiles basses)

Une corne (Gaff en anglais) est un espar servant à raidir le sommet d'une voile à corne.

Elle est terminée au contact du mât par une mâchoire, ou par une ferrure portant un aiguillot. La voile a la partie supérieure enverguée sur la corne et la partie basale sur une bôme. Elle peut ainsi pivoter autour du mât (l'axe de rotation étant le mât).

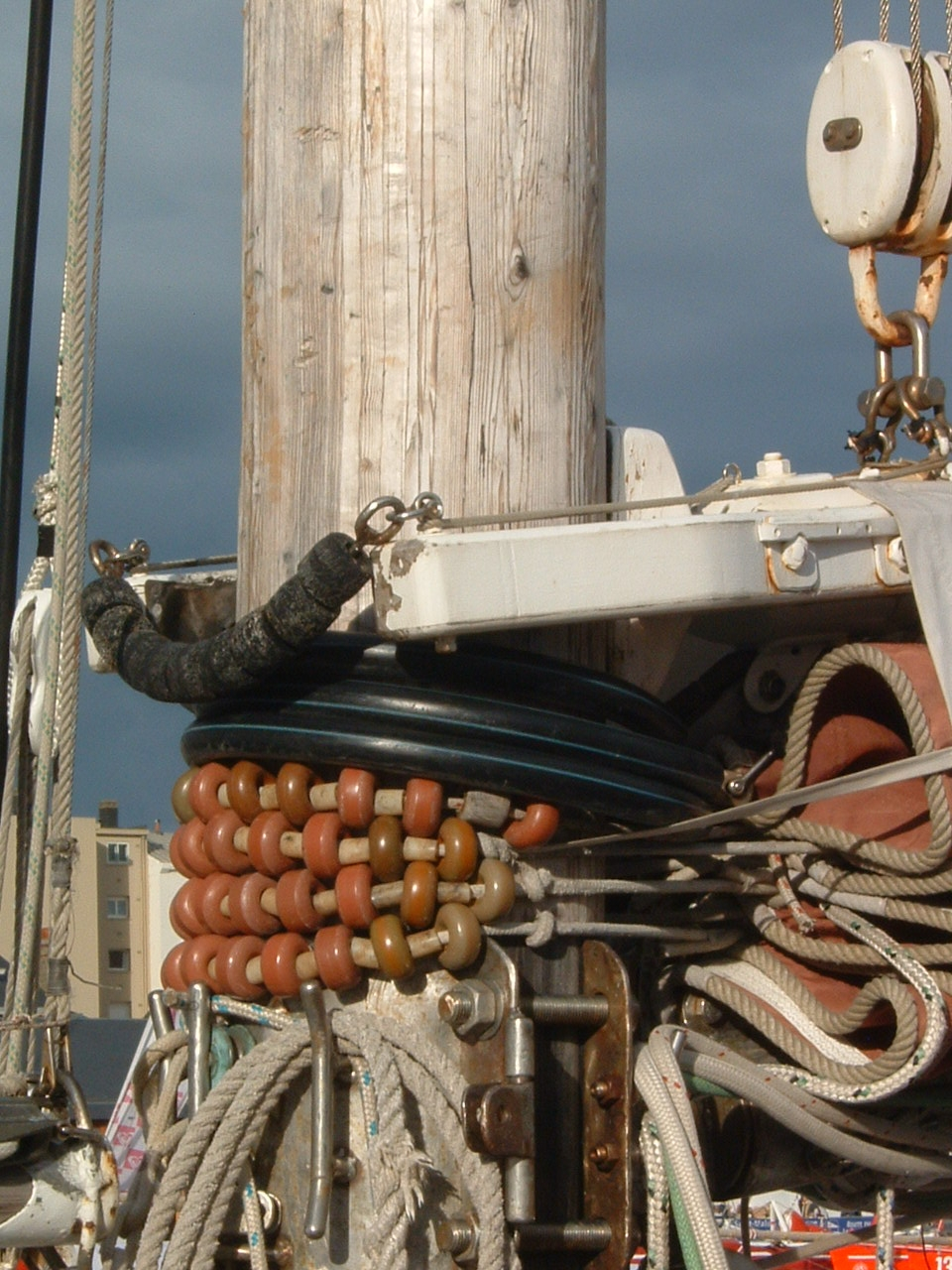
Mâchoire de corne